# Undateable
Undateable ist eine US-amerikanische Sitcom, die vom 29. Mai 2014 bis zum 29. Januar 2016 auf NBC ausgestrahlt wurde. Die Mehrkamera-Produktion wurde von Adam Sztykiel entwickelt und basiert auf dem Roman Undateable: 311 Things Guys Do That Guarantee They Won’t Be Dating Or Having Sex von Ellen Rakieten und Anne Coyle. Die Erstausstrahlung in den Vereinigten Staaten fand am 29. Mai 2014 auf dem Sender NBC statt. Die Serie besteht aus drei Staffeln mit insgesamt 36 Episoden.

## Handlung
Im Mittelpunkt der Serie steht Danny Burton, ein gutaussehender und selbstbewusster Typ, dem es egal ist, was andere über ihn denken. Deshalb beschließt er, eine Gruppe von jungen Männern zu trainieren, die alle kein Glück bei Frauen haben und seit Jahren keine feste Beziehung mehr hatten.

## Produktion
NBC kaufte im Oktober 2012 das Drehbuch von Bill Lawrence. Die Castings begannen im Anfang 2013. Die ersten Rollen gingen an Brent Morin und Rick Glassman gefolgt von den Hauptrollen Bianca Kajlich und Chris D’Elia. Auch Matthew Wilkas wurde für eine Hauptrolle besetzt. Aly Michalka wurde ursprünglich für die Rolle einer Kellnerin besetzt, jedoch verließ Michalka die Serie im April 2013. Die Rolle wurde von Briga Heelan ersetzt.
Im Mai 2013 gab NBC zu dem Projekt eine Serienbestellung in Auftrag. Daraufhin stieg Wilkas aus und wurde von David Fynn ersetzt. Da Heelan in den beiden Piloten Undateable und Ground Floor Hauptrollen innehatte und beide Projekte in Serie ging, musste sie die Sitcom verlassen. Ihre Rolle wurde von Megan Park übernommen. Doch im September desselben Jahres gaben die Produzenten bekannt, dass Heelan aufgrund von unterschiedlichen Drehplänen in beiden Serien mitspielen kann. So kam es, dass sie ihre Rolle als Nicki in einer Nebenrolle wiederaufnehmen konnte und somit Park ablöste.
Trotz schlechter Einschaltquoten verlängerte der Fernsehsender NBC am 31. Juli 2014 die Serie um eine zweite Staffel, die aus zehn Episoden besteht. Für die zweite Staffel wurde Bridgit Mendler als weibliche Hauptrolle engagiert. Im Mai 2015 wurde eine Live-Doppelepisode mit einigen Gaststars, darunter Ed Sheeran, Zach Braff, Donald Faison, Kate Walsh, Minnie Driver und Victoria Justice, gezeigt.
Anfang Mai 2015 verlängerte NBC die Serie um eine dritte Staffel, die vollständig aus Live-Episoden besteht. Zudem wurde jede Folge mit Live-Auftritten von bekannten Musikern beim Intro und am Schluss ergänzt. So traten z. B. Kodaline, Meghan Trainor, Alessia Cara und die Backstreet Boys auf. Da sich die Einschaltquoten dadurch nicht verbessert haben, gab NBC ein Jahr später die Einstellung der Serie bekannt.

## Besetzung und Synchronisation
Die deutsche Synchronisation entsteht nach einem Dialogbuch und unter der Dialogregie von Inez Günther durch die Synchronfirma Film- & Fernseh-Synchron in München.

### Hauptrolle

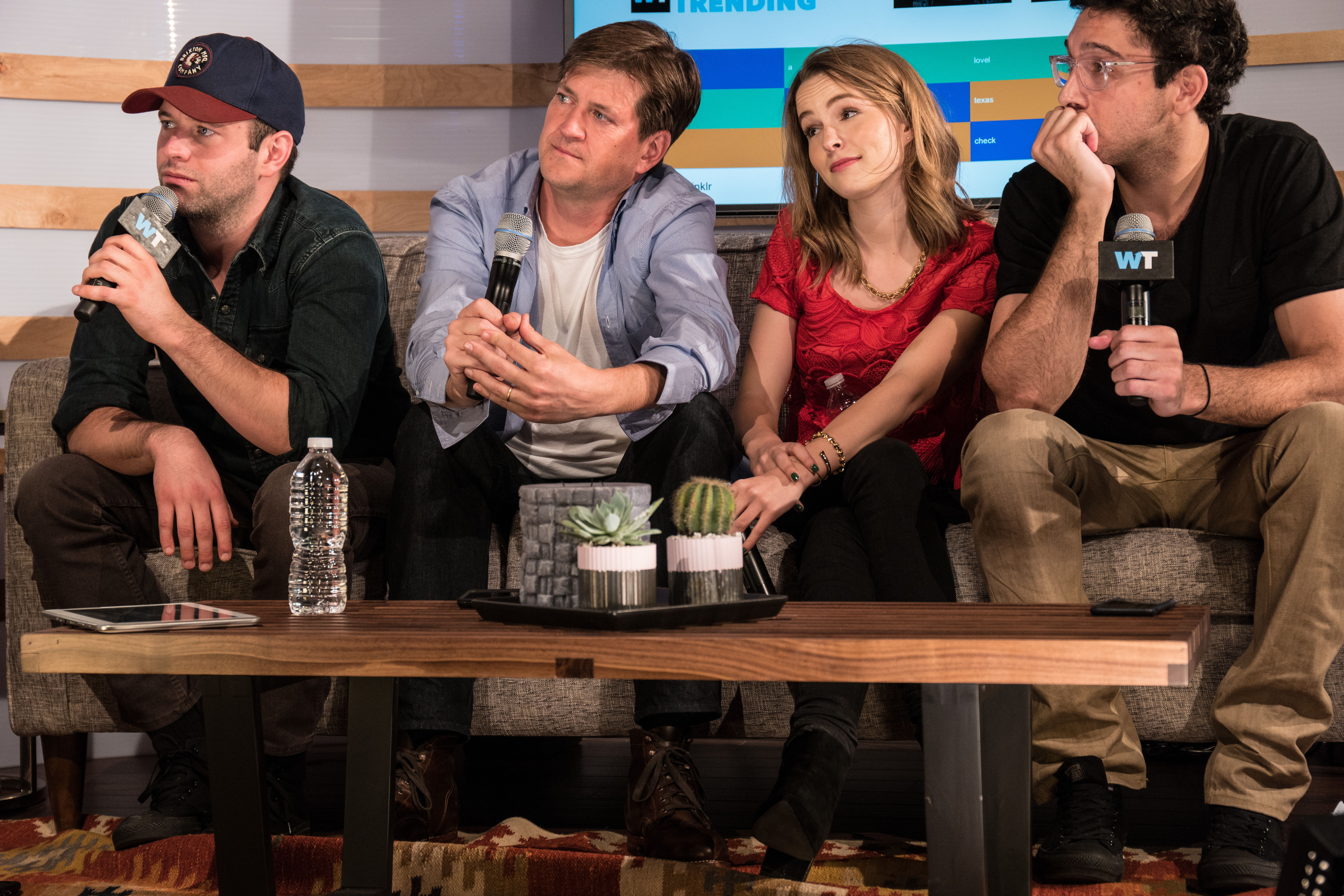
Die Castmitglieder Brett Morin, Bridgit Mendler und Rick Glassman sowie Produzent Bill Lawrence im März 2015.

| Rollenname     | Schauspieler/in | Staffel | Synchronsprecher/in |
| -------------- | --------------- | ------- | ------------------- |
| Danny Burton   | Chris D’Elia    | 1–3     | Patrick Schröder    |
| Justin Kearney | Brent Morin     | 1–3     | Tim Schwarzmaier    |
| Leslie Burton  | Bianca Kajlich  | 1–3     | Solveig Duda        |
| Brett          | David Fynn      | 1–3     | Dominik Auer        |
| Burski         | Rick Glassman   | 1–3     | Marc Stachel        |
| Shelly         | Ron Funches     | 1–3     | Paul Sedlmeir       |
| Candace        | Bridgit Mendler | 2–3     |                     |

### Nebenrolle
| Rollenname | Schauspieler/in | Staffel | Synchronsprecher/in |
| ---------- | --------------- | ------- | ------------------- |
| Nicki      | Briga Heelan    | 1–2     | Shandra Schadt      |
| Sabrina    | Eva Amurri      | 1       | Anke Kortemeier     |
| Mrs. Bosma | Betty Murphy    | 1–3     | Astrid Polak        |
| Trent      | Adam Hagenbuch  | 2       |                     |

## Ausstrahlung
Vereinigte Staaten
Die Ausstrahlung der 13 Episoden der ersten Staffel war vom 29. Mai bis zum 3. Juli 2014 zu sehen. Die erste Staffel verfolgten im Schnitt 2,78 Millionen Zuschauern. Die zweite Staffel wurde vom 17. März bis zum 12. Mai 2015 gesendet. Die erste Folge erreichte im Anschluss an The Voice über sechs Millionen Zuschauern. Zwar verlor die Serie in den darauffolgenden Wochen, hatte jedoch im Schnitt knapp fünf Millionen Zuschauern. Die Livefolgen der dritten Staffel wurden jeweils freitags vom 9. Oktober 2015 bis zum 29. Januar 2016 auf dem Sender NBC gezeigt.
Deutschland
Der Free-TV-Sender ProSieben hat im Juli 2014 die deutschen Ausstrahlungsrechte an der Serie erworben. Die Premiere war dort ab dem 14. September 2015 in Doppelfolgen zu sehen. Ab der dritten Woche wurde dann wegen schwachen Zuschauerzahlen nur noch eine Folge gesendet. Obwohl zunächst noch die Ausstrahlung der zweiten Staffel angekündigt wurde, nahm ProSieben die Serie Ende Oktober 2015 dann komplett aus seinem Programm. Seit Anfang August 2016 ist bekannt, dass die Serie zusammen mit Wilfred wieder in das Programm von ProSieben aufgenommen wurde, allerdings nur in das Spätprogramm.

## Trivia
- In den beiden Episoden, welche am 5. Mai 2015 (2x07 & 2x08) live ausgestrahlt wurden, haben Zach Braff, Donald Faison, Neil Flynn und Christa Miller Gastauftritte. Alle Schauspieler hatten Hauptrollen in Bill Lawrences Sitcom Scrubs – Die Anfänger, daher stellen diese beiden Episoden eine kleine Reunion dar. Auch Scott Foley, welcher in einigen Episoden von Scrubs zu sehen war, hatte einen Gastauftritt.
- Christa Miller, die Frau von Produzent Bill Lawrence, ist zudem in der Folge 3x07 als Jackie zu sehen, die Frau bei der Danny seine Unschuld verlor.
- Bereits in der Episode 1x12 hat „Der Todd“ Robert Maschio aus Scrubs – Die Anfänger einen kurzen Auftritt als Gast in der Bar und macht seinen bekannten High-Five mit Danny.
- Weiter sieht man auch „Dr. Elliot Reid“ Sarah Chalke aus Scrubs in der Episode 3x03 im Arztkittel an der Bar sitzen. In einem kurzen Gespräch machen sie und Danny Anspielungen über die beiden Serien.
- Im Verlauf der dritten Staffel besucht Whitney Cummings die Serie. Sie und Chris D’Elia haben bereits in der Sitcom Alex und Whitney – Sex ohne Ehe zusammen vor der Kamera gestanden.